# Daniel Sorensen
Daniel Sorensen (geboren am 5. März 1990 in Riverside, Kalifornien) ist ein US-amerikanischer American-Football-Spieler auf der Position des Safeties. Er spielte College Football für Brigham Young University und stand zuletzt bei den New Orleans Saints in der National Football League (NFL) unter Vertrag. Sorensen spielte acht Jahre lang für die Kansas City Chiefs und gewann mit ihnen den Super Bowl LIV. Sein Spitzname ist „Dirty Dan“.

## College
Sorensen wurde in Riverside, Kalifornien, geboren und besuchte die Highschool in Colton. Ab 2008 ging er auf die Brigham Young University und spielte College Football für die BYU Cougars. Nach seiner Freshman-Saison, in der er als Outside Linebacker eingesetzt wurde, ging Sorensen für zwei Jahre als Missionar der Mormonen nach San José in Costa Rica. Anschließend spielte er von 2011 bis 2013 drei Jahre lang als Safety für die BYU. Sorensen bestritt 51 Spiele für die Cougars, in denen er 211 Tackles erzielte und acht Interceptions fing. Er war einer der Teamkapitäne.

## NFL
Sorensen wurde im NFL Draft 2014 nicht ausgewählt und daraufhin von den Kansas City Chiefs als Undrafted Free Agent unter Vertrag genommen. Er schaffte es zunächst in den 53-Mann-Kader der Chiefs. Im ersten Spiel der Saison gegen die Tennessee Titans unterliefen ihm allerdings zwei Patzer in den Special Teams, anschließend wurde er entlassen und in den Practice Squad aufgenommen. Am 1. November 2014 wurde er zurück in den aktiven Kader befördert. In seinen ersten drei Jahren wurde Sorensen überwiegend als Ergänzungsspieler eingesetzt und bekleidete eine Hybridrolle zwischen Linebacker und Safety. In der Saison 2016 spielte er in dieser Funktion bei 48,6 % aller Snaps. Dabei fing er drei Interceptions und erzielte einen Interception-Return-Touchdown. Zudem erzwang er zwei Fumbles und konnte drei Fumbles aufnehmen.
Am 11. März 2017 verlängerte Sorensen seinen Vertrag bei den Chiefs für 16 Millionen US-Dollar um vier Jahre. Da Eric Berry ab dem ersten Spieltag mit einem Achillessehnenriss ausgefallen war, bestritt Sorensen in der Saison 2017 vierzehn Partien als Starter. Er führte die Chiefs mit 89 Tackles an, zudem fing er eine Interception und wehrte sechs Pässe ab. Vor Beginn der Saison 2018 verletzte Sorensen sich am Knie und verpasste daher die ersten neun Partien. Anschließend kam er in sieben Spielen zum Einsatz, davon dreimal als Starter. Im letzten Spiel der Regular Season gelang ihm ein Pick Six gegen die Oakland Raiders.
In der Vorbereitung auf die Saison 2019 konkurrierte Sorensen mit Rookie Juan Thornhill um die Rolle als zweiter Starter neben dem neu verpflichteten Tyrann Mathieu, konnte sich aber nicht durchsetzen. Durch den verletzungsbedingten Ausfall von Thornhill zum Ende der Regular Season rückte Sorensen in den Play-offs in die Stammformation auf. Beim 51:31-Sieg gegen die Houston Texans gelang ihm ein wichtiger Tackle bei einem Fake-Punt, zudem sorgte er mit einem erzwungenen Fumble bei einem Kickoff-Return für einen weiteren Turnover zugunsten der Chiefs. Sorensen gewann mit Kansas City den Super Bowl LIV gegen die San Francisco 49ers, dabei erzielte er sechs Tackles. In der Saison 2020 wurde Sorensen bei 80 % aller Snaps eingesetzt und führte sein Team mit 91 Tackles an. Er fing drei Interceptions und verhinderte fünf Pässe. Sorensen konnte erneut in den Play-offs mit einem Big Play auf sich aufmerksam machen, als er gegen die Cleveland Browns einen Fumble verursachte, woraufhin die Chiefs durch einen Touchback den Ball erhielten. Er zog erneut mit den Chiefs in den Super Bowl ein, allerdings unterlag man im Super Bowl LV den Tampa Bay Buccaneers. Im März 2021 unterschrieb Sorensen einen neuen Einjahresvertrag in Kansas City. Nachdem er sich in der Saison 2020 in die Stammformation gespielt hatte, da Juan Thornhill von einer Verletzung zurückgekommen war und nicht an sein voriges Niveau hatte anknüpfen können, ging Sorensen auch in der Saison 2021 vor Thornhill als Starter in die Saison. Nach fünf Wochen verlor er diese Position jedoch infolge schwacher Leistungen wieder an Thornhill.
Am 25. März 2022 nahmen die New Orleans Saints Sorensen unter Vertrag. Als Ergänzungsspieler hinter Tyrann Mathieu, der ebenfalls von den Chiefs zu den Saints gewechselt war, und Marcus Maye fing er zwei Interceptions. Nach der Saison lief sein Vertrag aus. Am 27. September 2023 nahmen die Saints Sorensen für ihren Practice Squad erneut unter Vertrag. Am 5. Dezember 2023 wurde er wieder entlassen.

### NFL-Statistiken
| Saison                             | Saison | Spiele | Spiele      | Tackles | Tackles | Tackles | Tackles | Interceptions | Interceptions | Interceptions | Interceptions | Interceptions | Interceptions | Fumbles | Fumbles | Fumbles |
| Jahr                               | Team   | Spiele | als Starter | Gesamt  | Solo    | Ast     | Sacks   | PD            | INT           | Yds           | Lng           | TD            | FF            | FR      | Yds     |         |
| ---------------------------------- | ------ | ------ | ----------- | ------- | ------- | ------- | ------- | ------------- | ------------- | ------------- | ------------- | ------------- | ------------- | ------- | ------- | ------- |
| 2014                               | KC     | 9      | 0           | 7       | 6       | 1       | 0,0     | 0             | 0             | 0             | 0             | 0             | 0             | 0       | 0       |         |
| 2015                               | KC     | 16     | 0           | 23      | 20      | 3       | 1,0     | 2             | 0             | 0             | 0             | 0             | 0             | 0       | 0       |         |
| 2016                               | KC     | 16     | 1           | 63      | 55      | 8       | 1,0     | 6             | 3             | 48            | 48            | 1             | 2             | 3       | 56      |         |
| 2017                               | KC     | 15     | 14          | 89      | 67      | 22      | 1,5     | 6             | 1             | 3             | 3             | 0             | 0             | 0       | 0       |         |
| 2018                               | KC     | 7      | 3           | 26      | 14      | 12      | 0,0     | 2             | 1             | 54            | 54            | 1             | 0             | 1       | 0       |         |
| 2019                               | KC     | 16     | 3           | 57      | 44      | 13      | 0,0     | 4             | 2             | 6             | 6             | 0             | 0             | 0       | 0       |         |
| 2020                               | KC     | 15     | 11          | 91      | 68      | 23      | 0,0     | 5             | 3             | 67            | 50            | 1             | 2             | 0       | 0       |         |
| 2021                               | KC     | 17     | 7           | 51      | 40      | 11      | 1,0     | 8             | 2             | 75            | 75            | 1             | 0             | 0       | 0       |         |
| 2022                               | NO     | 17     | 2           | 25      | 15      | 10      | 0,0     | 3             | 2             | 50            | 36            | 0             | 0             | 0       | 0       |         |
| 2023                               | NO     | 2      | 0           | 0       | 0       | 0       | 0,0     | 0             | 0             | 0             | 0             | 0             | 0             | 0       | 0       |         |
| Gesamt                             | Gesamt | 130    | 41          | 432     | 329     | 103     | 4,5     | 36            | 14            | 303           | 75            | 4             | 4             | 4       | 56      |         |
| Quelle: pro-football-reference.com |        |        |             |         |         |         |         |               |               |               |               |               |               |         |         |         |

## Persönliches
Sein älterer Bruder Brad Sorensen verbrachte drei Saisons als Ersatzquarterback in der NFL und spielte zuvor am College für die Southern Utah Thunderbirds, seine Brüder Cody und Trevan spielten Football am College für die Utah Utes bzw. die UNLV Rebels. Zudem spielte sein Cousin Justin Sorensen als Kicker für die BYU Cougars.